# Louis Rémy Mignot
Louis Rémy Mignot (Charleston, Carolina del Sur, 3 de febrero de 1831–Brighton, 22 de septiembre de 1870), fue un pintor estadounidense, cuya obra se asocia con la Escuela del río Hudson. Su lugar de nacimiento en el Sureste de Estados Unidos y la influencia de su estancia en Europa le dieron un estilo diferente dentro de este grupo, tanto en la representación de la vegetación como en la de los efectos atmosféricos.

## Juventud y aprendizaje
Louis Rémy Mignot nació en una familia de origen francés. Aunque sus antecedentes familiares no están todavía del todo claros, probablemente era el hijo, homónimo, de un pastelero de Charleston (Carolina del Sur). Según parece, pasó su infancia en la casa de su abuelo, en los alrededores de la ciudad. Pronto mostró talento para el arte y en 1851 se trasladó a los Países Bajos, donde estudió durante cuatro años con Andreas Schelfhout, en La Haya. También viajó por Europa antes de regresar a los Estados Unidos, a Nueva York, donde recibió elogios y apoyo de varios críticos y de otros artistas.

## Actividad artística
A la manera de los pintores de la Escuela del río Hudson, Mignot continuó realizando bocetos de sus incursiones en las montañas de Catskill. Se especializó en la pintura del paisaje, colaborando a veces con otros artistas. El lienzo de “Washington and Lafayette at Mount Vernon,1784 (The Home of Washington after the War)” es una obra de 1859, en la que colaboró con Thomas Prichard Rossiter.
Los paisajes de Mignot fueron exhibidos en la prestigiosa Century Association y en la Academia Nacional de Dibujo de Estados Unidos. El 11 de enero de 1860, Mignot se casó con Zairah Harries, originaria de Baltimore. La pareja tuvo un hijo. Mignot fue uno de los primeros inquilinos del Tenth Street Studio Building, la primera instalación estadounidense diseñada específicamente para artistas. Uno de sus colegas fue Frederic Edwin Church, un prominente representante de la segunda generación de pintores de la Escuela del Río Hudson. En 1857 Church y Mignot hicieron una expedición a Colombia y a Ecuador, haciendo numerosos bocetos de varios lugares. A partir de los cuales, Mignot realizó algunos de sus lienzos más aclamados.
En 1859, algunas de sus obras fueron incluidas en Autograph Etchings by American Artists, de John Whetton Ehninger, el primer y más importante ejemplo de cliché-verre -una mezcla de pintura, dibujo y fotografía- publicado en los Estados Unidos. Mignot fue elegido miembro asociado de la Academia Nacional de Dibujo en 1859, y académico de esta institución al año siguiente. En 1862, poco después del estallido de la Guerra de Secesión, en Nueva York prevalecían los sentimientos contrarios a los Estados Confederados. Mignot vendió algunas de sus pinturas y el 26 de junio, a bordo del Great Eastern, dejó los Estados Unidos, desembarcando en Inglaterra. Residente en Londres desde entonces, expuso regularmente en la Royal Academy of Arts y en otros lugares. Sus viajes a Suiza en 1868 y 1869 dieron como resultado varias escenas alpinas. En 1870, se fue a París, donde expuso dos obras en el Salón de París. Murió de viruela en Brighton el 22 de septiembre de 1870.